# 폴 매크레인
폴 매크레인(Paul McCrane, 1961년 1월 19일 ~ )은 미국의 배우이다.

## 출연 작품
- 이벤트 15 (2013)
- 아틀라스 슈러그드: 파트 2 (2012)
- 비욘드 올 바운더리스 (2009)
- 어 이어 앤 어 데이 (2005)
- 라스트 프로듀서 (2000)
- 쇼생크 탈출 (1994)
- 초상화 (1993)
- 스트랩트 (1993)
- 앵커우먼의 실종 (1989)
- 우주 생명체 블롭 (1988)
- 로보캅 (1987)
- 뉴 햄프셔 호텔 (1984)
- 악몽의 베트남 (1984)
- 페임 (1980)
- 록키 2 (1979)

### 텔레비전 출연
- 와이즈가이 (1989)
- 로앤오더 (1993)
- 남과 북 3 (1994)
- 시카고 메디컬 (1996)
- 엑스파일 (1997)
- 더 프랙티스 (1997)
- ER (1997-2003, 2008)
- 24 (2006-07)
- 어글리 베티 (2008)
- CSI: 과학수사대 (2010)
- 해리스 로우 (2011)
- 메이저 크라임 (2013)
- 언더 더 돔 (2015)
- 올 라이즈 (2019-21)
- 터미널 리스트 (2022)
- 배리 (2023)

### 텔레비전 연출
- 라이프 (2008-09)
- 내슈빌 (2012-13)